# Інтернаціональний обов'язок
Інтернаціона́льний обо́вя'зок — термін, що використовувало керівництво СРСР та інших країн соціалістичного табору, спираючись на принцип пролетарського інтернаціоналізму, вводячи свої війська, як правило, для придушення повстань або для забезпечення переходу влади до комуністів, під гаслами відбиття зовнішньої агресії.

### Конфлікти за участі військових СРСР.
- 1939 рік — участь в громадянській війні в Іспанії.
- 1946 р. — громадянська війна в Китаї.
- 1950 р. — забезпечення військової підтримки Північної Кореї в Корейській війні 1950–1953 років.
- 1953 р. — придушення повстання в Берліні (НДР).
- 1956 р. — придушення повстання в Угорщині та Польщі.
- 1960 р. — забезпечення військової підтримки в Лаосі.
- 1962 р. — підтримка влади в Єменській арабській республіці в 1962–1969 рр.
- 1967 р. — забезпечення військової підтримки арабських країн в арабо-ізраїльській війні 1967–1982 рр.
- 1968 р. — придушення Празької весни в Чехословаччині.
- 1973 р. — забезпечення військової підтримки Єгипту та Сирії у війні проти Ізраїлю.
- 1975 р. — допомога в захопленні влади Агоштінью Нету в Анголі.
- 1977 р. — підтримка Ефіопії у війні проти Сомалі.
- 1979 р. — забезпечення захоплення влади Єдиним фронтом національного порятунку Кампучії.
- 1979 р. — забезпечення захоплення влади Бабраком Кармалем та початок Афганської війни